# Podgorje, Koper
Podgorje je gručasto naselje v Slovenski Istri, nad kraškim robom na Podgorskem krasu, ob zahodnem vznožju Slavnika (1028 m). Do leta 1994 je spadalo v občino Sežana, potem pa se je po odločitvi prebivalcev krajevne skupnosti pridružilo preoblikovani občini Koper, tako da sedaj upravno spada pod Mestno občino Koper.
Skozi kraj vodi železniška proga od Divače proti Pulju, zgrajena v drugi polovici 19. stoletja kot povezava Pulja z zaledjem. Cesta, ki vodi v osrčje Čičarije proti Jelovicam in Vodicam na hrvaški strani meje, je bila včasih pomembna prometna povezava med tem predelom in Trstom. Iz Podgorja na Slavnik vodi daljnovod s široko poseko, ki ob pogledu iz Kopra deluje kot trasa žičnice. Zahodno od vasi, med vasjo, Črnotičami in Prešnico, na obsežni neposeljeni ravnici leži športno letališče.
Hiše v jedru Podgorja so izrazite kraško-istrske arhitekture, zgrajene iz tamkajšnjega kamna. Podgorska cerkev je posvečena sv. Sabi. Od kulturne dediščine so pomembnejši še t. i. Poličev steber, ena najstarejših ohranjenih obcestnih kapelic v Sloveniji, domačiji Korenovih in kipec Sv. Antona v kapelici pri vodnjaku.

## Zgodovina
Skozi zgodovino je bilo Podgorje v lasti različnih fevdalnih družin, od tega dlje časa pod socerbskim fevdalnim gospostvom. Vas so leta 1499 požgali Turki, leta 1616 pa so jo opustošili še Benečani pod poveljstvom Bernarda Tiepola. Leta 1931 je Podgorje doseglo s 543 prebivalci svoj vrhunec naselitve. Leta 1991 je bilo prebivalcev še 177. Večina prebivalcev je bila zaposlena na železnici ali pa so se vozili na delo v Kozino; kmetijstvo je zaradi plitve prsti na tem območju manj razvito.
V bližini je bilm do vstopa Hrvaške 1. januarja 2023 v skupno schengensko območje, ko je bila mejna kontrola po 32. letih ukinjena, tudi mejni prehod Podgorje.